# كريس هولمز بارون ريتشموند
كريستوفر هولمز، بارون هولمز أوف ريتشموند، عضو في وسام الإمبراطورية البريطانية (وُلد في 15 تشرين الأول 1971)، هو عضو بريطاني مدى الحياة في مجلس اللوردات وسبّاح سابق. فاز بمجموع تسع ميداليات ذهبية، وخمس فضية، وواحدة برونزية في الألعاب البارالمبية. مثّل هولمز بريطانيا العظمى في أربع دورات ألعاب بارالمبية بين عامي 1988 و2000، وهو السباح البارالمبي البريطاني الوحيد الذي فاز بست ميداليات ذهبية في دورة واحدة.
بعد اعتزاله السباحة، عمل كصحفي ومحامٍ. شغل منصب مدير دمج الألعاب البارالمبية في أولمبياد لندن، وأُعلن عن تعيينه في مجلس اللوردات في آب 2013، كعضو عن حزب المحافظين.

## الحياة المبكرة والتعليم
وُلد هولمز في بيتربرة في 15 تشرين الأول 1971. انتقلت عائلته إلى كيدرمنستر عندما كان في الثالثة من عمره. تلقى تعليمه في مدرسة هاري تشيشاير الشاملة في كيدرمنستر، ثم درس العلوم الاجتماعية والسياسية في كلية كينغز، كامبريدج، حيث تخرج بدرجة بكالوريوس في الآداب؛ وفي عام 1998، تمت ترقية درجته إلى ماجستير في الآداب (أوكسفورد وكامبريدج ودبلن) (ماجستير (كامب)). في عام 2001، حصل على دبلوم دراسات عليا في القانون من كلية بي بي بي للحقوق، وفي عام 2002 أكمل دورة الممارسة القانونية.

## مسيرته في السباحة
كان هولمز سبّاحًا جيدًا بالفعل ويطمح لتمثيل بلاده، عندما فقد بصره في سن المراهقة بسبب اعتلال الشبكية النضحي العائلي، وهو اضطراب جيني يصيب العين. انضم إلى نادٍ في برمنغهام وطبّق نفس نظام التدريب الذي يخضع له السباحون المبصرون المتطلعون إلى الأولمبياد.
كان عضوًا في فريق السباحة البريطاني من عام 1985 إلى 2002، وكان قائد الفريق لمدة خمس سنوات. تأهل إلى دورة الألعاب البارالمبية في سيول عام 1988، حيث فاز بميداليتين فضيتين (50 متر سباحة حرة B2، 400 متر سباحة حرة B2) وبرونزية واحدة (100 متر سباحة حرة B2).
في ألعاب برشلونة البارالمبية 1992، حقق ست ميداليات ذهبية في فئة B2، في سباقات 50 متر سباحة حرة، 100 متر ظهر، 100 متر حرة، 200 متر ظهر، 200 متر فردي متنوع، و400 متر حرة؛ كما فاز بفضية في سباق 400 متر فردي متنوع فئة B1-2.
فاز بثلاث ذهبيات أخرى في ألعاب أتلانتا البارالمبية 1996، في فئة B2: 50 متر سباحة حرة، 100 متر ظهر، 100 متر حرة؛ وفضية في سباق 200 متر متنوع B2. تبع ذلك بفضية في سباق التتابع المتنوع 4 × 100 متر فئة S11-13 في سيدني 2000.
غالبًا ما وُصف بأنه "أحد أعظم الرياضيين البارالمبيين في بريطانيا". أصبح ناشطًا بارالمبيًا، وركز بشكل خاص على قضايا المساواة في الإقامة والمرافق للرياضيين البارالمبيين. كما شارك في بطولتين عالميتين وسبع بطولات أوروبية، وحمل سبعة أرقام قياسية عالمية، وعشرة أوروبية، واثني عشر رقمًا قياسيًا لبريطانيا العظمى.

## المسيرة المهنية
كان هولمز عضوًا في مجلس تنفيذ معهد الرياضة البريطاني من عام 1999 إلى 2000. من عام 2001 إلى 2004، كان عضوًا في لجنة جوائز الرياضة البريطانية، المسؤولة عن تمويل الرياضيين الأولمبيين والبارالمبيين. من عام 2005 إلى 2013، كان عضوًا في مجلس إدارة الرياضة البريطانية، المسؤول عن تمويل الرياضيين المشاركين في ألعاب لندن 2012. ترأس لجنة التدقيق والمخاطر لمدة سبع سنوات، وكان عضوًا في لجنة "مهمة 2012". وكان أيضًا سفيرًا لحملة لندن لاستضافة أولمبياد 2012 (2003–2005).
منذ عام 2002، كان مفوضًا في لجنة حقوق ذوي الإعاقة، وشارك في اللجنة القانونية ولجنة التدقيق. من إنجازاته القانونية قضايا مثل روس ضد رايان إير، رودز ضد سنترال ترينز، وآرتشيبالد ضد مجلس فايف.
بين عامي 2002 و2009، عمل هولمز كمحامٍ مختص في القانون التجاري، والعمل، والمعاشات التقاعدية في شركة أشورست، لندن.
في آب 2009، تم تعيينه مديرًا لدمج الألعاب البارالمبية لأولمبياد لندن 2012. وفي عام 2013، عُيّن كعضو غير تنفيذي في لجنة المساواة وحقوق الإنسان، حيث عمل على مشروع مع مكتب الاتصالات وشبكة التنوع الإبداعي لإطلاق دليل قانوني لقطاع البث الإعلامي يوضح الإجراءات والمبادرات لدعم التنوع.
في عام 2015، عُيّن مستشارًا خاصًا للتنوع والشمول في الخدمة المدنية، وفي عام 2016، عُيّن عضوًا غير تنفيذي في مجلس إدارة القناة الرابعة. وهو يشغل حاليًا منصب رئيس جامعة بي بي بي.
قاد حملة ضد تصميم الشوارع بنظام "المساحة المشتركة"، ونشر تقريرًا في عام 2015 أظهر أن ثلثي المستخدمين لا يفضلون هذا التصميم.
كان عضوًا في عدة لجان اختيار تابعة لمجلس اللوردات مثل لجنة المهارات الرقمية، والتنقل الاجتماعي، والاستبعاد المالي، والذكاء الاصطناعي، والديمقراطية والتقنيات الرقمية، ويتحدث باستمرار في المناقشات. قدم مشروع قانون خاص لحظر التدريب غير المدفوع الذي يتجاوز أربعة أسابيع، وقد وُصف هذا بأنه حظر للتدريب الداخلي غير المدفوع.
في تشرين الثاني 2017، نشر تقريرًا بعنوان "تقنيات السجلات الموزعة من أجل الصالح العام والخاص: القيادة والتعاون والابتكار"، ووجّه فيه "دعوة للتحرك" من أجل التعاون بين الأوساط الأكاديمية والحكومة والصناعة لتطوير إمكانات هذه التقنية.
أجرى هولمز مراجعة مستقلة للحكومة لاستكشاف كيفية فتح التعيينات العامة للأشخاص ذوي الإعاقة. استجابت الحكومة لمراجعة اللورد هولمز ، وقبلت مبدأ جميع توصياته ونشرت خطة عمل محدثة لتنوع التعيينات العامة في 27 يونيو 2019 ، مدعومة بالتوصيات. بعد ذلك بعامين ، نشر هولمز تقريرا مرحليا يدعو الحكومة إلى تنفيذ الالتزامات التي تم التعهد بها في خطة عمل تنوع التعيينات العامة.
وُصف من قبل صحيفة ذا تايمز بأنه "بطل خارق في القطاع المصرفي" بسبب عمله في تعزيز الشمول المالي، بما في ذلك حماية الوصول إلى النقود، والمطالبة بمراجعة الوصول إلى المدفوعات الرقمية.
اقترح تعديلًا على قانون الخدمات المالية لعام 2021 يسمح باسترداد النقود دون شراء. وافقت الحكومة على التعديل، ودخل التغيير حيز التنفيذ مع إقرار القانون. اقترح هولمز تعديلات أخرى لم تُقبل، بما في ذلك تعديل رقم 35 الذي يتطلب من لجنة السياسات المالية في بنك إنجلترا مراقبة "الاستبعاد من الخدمات المالية في المملكة المتحدة"، إضافة إلى دوره في تقديم الخدمات المصرفية الأساسية. كما اقترح إدراج هدف الشمول المالي ضمن مهام هيئة السلوك المالي، ومنح حقوق التقاضي بشأن انتهاكات دليل هيئة السلوك المالي للشركات الصغيرة والمتوسطة، ومراجعة تنظيم الخدمات المالية. شملت التعديلات الأخرى الاستخدام الأخلاقي للذكاء الاصطناعي في القطاع المالي، والمرونة التشغيلية الرقمية، وإنشاء مركز بريطاني للتطبيقات الابتكارية في الخدمات المالية.
يتحدث هولمز بانتظام في فعاليات الشركات، والقطاع العام، والمجتمع، والمنظمات الخيرية في المملكة المتحدة وحول العالم.
جلس هولمز في لجنة الفاتورة العامة الخاصة لمشروع قانون وثائق التجارة الإلكترونية الذي حصل على الموافقة الملكية في يوليو 2023. لقد حاول زيادة الوعي بالقانون الجديد ، واصفا إياه بأنه "أهم قانون لم يسمع به أحد."

## الجوائز
في عام 1992، حصل هولمز على جائزة شخصية العام الرياضية من برنامج "ميدلاندز توداي"، وعلى لقب "باس ميدلاندر" للعام. في العام التالي، عُيّن عضوًا في وسام الإمبراطورية البريطانية ضمن تكريمات رأس السنة لعام 1993، وذلك لخدماته في مجال السباحة لذوي الإعاقة. مُنح هولمز جائزة "بول زيتر" من الاتحاد الرياضي البريطاني في عام 1996، وفي عام 1997 حصل على لقب شخصية العام الرياضية من نادي فاريتي في بريطانيا العظمى. في 4 تموز 2012، نال درجة دكتوراه فخرية في القانون من جامعة باث.

## البرلمان
في 13 أيلول 2013، مُنح هولمز لقب "بارون هولمز أوف ريتشموند"، من ريتشموند في منطقة لندن ريتشموند على نهر التايمز، كعضو مدى الحياة في مجلس اللوردات. ألقى خطابه الأول في 28 تشرين الثاني 2013، خلال مناقشة حول الاقتصاد والإعلام المرئي، وهو عضو نشط في المجلس، يركز في سياساته على التكنولوجيا الرقمية من أجل الصالح العام، والتنقل الاجتماعي، والتوظيف، والتعليم، والمهارات، والثقافة، والإعلام، والرياضة.
كان عضوًا في عدة لجان اختيار خاصة في مجلس اللوردات. بين عامي 2014 و2015، كان ضمن لجنة المهارات الرقمية. ومن 2015 إلى 2016، شارك في لجنة التنقل الاجتماعي، التي كُلّفت بدراسة التنقل الاجتماعي في مرحلة الانتقال من المدرسة إلى العمل للفئة العمرية من 14 إلى 24 عامًا. ومن 2016 إلى 2017، كان عضوًا في لجنة الاستبعاد المالي. ومن 2017 إلى 2018، كان ضمن لجنة الذكاء الاصطناعي، والتي كُلّفت من قبل مجلس اللوردات بدراسة الأبعاد الاقتصادية والأخلاقية والاجتماعية لتطورات الذكاء الاصطناعي. ومن 2018 إلى 2019، شارك في لجنة العدالة بين الأجيال وتوفير الخدمات. ومن 2019 إلى 2020، كان عضوًا في لجنة الديمقراطية والتقنيات الرقمية.
قدّم هولمز تعديلات على مشروع قانون الزراعة، ركّزت على البنية التحتية الرقمية والابتكار. أحد التعديلات المقترحة (تعديل 157) كان سيُلزم الحكومة بتضمين توفير الإنترنت واسع النطاق ومحو الأمية الرقمية ضمن القسم المتعلق بالدعم المالي للتنمية الريفية. تعديل آخر مقترح (تعديل 253 الصفحة 32، السطر 36، في النهاية أضف "( ) إدارة الحفاظ على معايير تسويق منتجات النبيذ المستوردة، بما في ذلك رقمنة نماذج VI-1")، شجّع الحكومة على النظر في رقمنة نماذج استيراد النبيذ.
قدّم هولمز عدة تعديلات على قانون الخدمات المالية لعام 2021 خلال مراحله في مجلس اللوردات. كانت هذه التعديلات تتعلق بالتكنولوجيا المالية والشمول المالي، وقد تم قبول أحد التعديلات المتعلقة باسترداد النقود دون شراء من قبل الحكومة، وأُقر ضمن القانون بعد حصوله على المصادقة الملكية في نيسان 2021.
في أيّار 2021، عُيّن هولمز في لجنة اختيار العلوم والتكنولوجيا في مجلس اللوردات. ومنذ انضمامه إلى اللجنة، شارك في إعداد تقارير حول دور البطاريات وخلايا الوقود في تحقيق الحياد الكربوني، والحلول الطبيعية لتغير المناخ، وتنفيذ استراتيجية بريطانية في مجالي العلوم والتكنولوجيا، وتأثير الضوء والضوضاء الاصطناعيين على صحة الإنسان.
رعى هولمز مشروع قانون خاص قدمته روزي كوبر، عضو مجلس العموم، في مجلس اللوردات، يمنح لغة الإشارة البريطانية اعترافًا قانونيًا في إنجلترا وويلز واسكتلندا. وقد أُقر هذا المشروع كقانون لغة الإشارة البريطانية لعام 2022.
قدّم هولمز عدة تعديلات على مشروع قانون الانتخابات تقترح إجراء بحوث حول استخدام تقنية سلسلة الكتل (بلوك تشين) للتصويت الإلكتروني، وتحسين أمن السجل الانتخابي. كما قدّم تعديلات تهدف إلى ضمان "إمكانية الوصول، والشمول، والاستقلالية، وسرية تصويت كل ناخب". وقد وُقّعت التعديلات التي قدّمها اللورد هولمز لتمكين أو تسهيل تصويت مستقل وسري للناخبين المكفوفين أو ضعاف البصر أو ذوي الإعاقات الأخرى، من قبل اللورد بلانكيت، وتمت الموافقة عليها من مجلس اللوردات دون تصويت خلال مرحلة التقرير في 6 نيسان 2022.

## الروابط الخارجية
- وسائط متعلقة بـ كريس هولمز بارون ريتشموند في كومنز.
- Christopher Holmes في اللجنة البارالمبية الدولية
- Official website of Chris Holmes
- Official blog of Chris Holmes
- "Lord Chris Holmes: If We Have Financial Services Bills, What Should Be In A Digital Services Bill?" على يوتيوب